# 朱明春
朱明春（1964年2月—），浙江义乌人，男性，汉族。中华人民共和国政治人物，中国共产党党员，第十三届全国人民代表大会安徽省代表。
朱明春现任全国人大常委会预算工作委员会副主任，曾任全国人大常委会预算工作委员会调研室主任。2018年2月24日，当选为第十三届全国人大代表。2018年3月，当选第十三届全国人民代表大会常务委员会委员、全国人民代表大会财政经济委员会委员。
2019年3月10日，十三届全国人大二次会议举行记者会，朱明春在记者会上称，地方政府的负债率和债务率都在可控范围内。
2023年1月16日，山西省第十四届人民代表大会第一次会议选举产生68名全国人大代表，朱明春当选。
2023年3月6日，十四届全国人大财政经济委员会依法开展2023年计划、预算审查工作，视频画面显示，韩胜延出席会议，证明其已被选入全国人大财政经济委员会。